# Grenaa Tekniske Skole
Grenaa Tekniske Skole opstod i 1839 som en søndagsskole. Det var Haandværkerforeningen som sørgede for undervisningen. Skolen udviklede sig meget og i 1881 opførte Grenaa Haandværkerforening en ny bygning til teknisk skole. Udviklingen fortsatte med udvidelser og nye aktiviteter indtil 1964, hvor en ny lov om lærlingeuddannelse betød, at Grenaa Tekniske Skole ligesom tekniske skoler i andre mindre byer måtte lukke.
I 1981 genopstod Grenaa Tekniske Skole som en afdeling af Grenaa Handelsskole. Fra 1981 og til dato har skolen udviklet sig med nye aktiviteter, nye lokaler og forøgelse af elevtallet.
I dag danner Grenaa Tekniske Skole sammen med Grenaa Handelsskole organisationen Djurslands Erhvervsskoler.

## Tidslinje
- 1981 – 1991
  - EFG, tekniskassistent
- 1991
  - Godkendt til erhvervsuddannelser
- 1992
  - Godkendt til HTX
- 1994
  - Oprettelse af Hessel Gods Fodboldkostskole
- 1996
  - Oprettelse af IT-College Denmark
- 1998
  - Ny erhvervsuddannelse Digital Media
  - Projekthuset, Vici A/S
- 1999
  - Grenaa Fiskeriskole
- 2000
  - Cisco akademi
- 2001
  - Microsoft akademi
  - Bredbaandscollege.dk
- 2002
  - Oprettelse af Maritimt College Grenaa
- 2004
  - Oprettelse af 3dcollege

## Ekstern henvisning
- Grenaa Tekniske Skoles hjemmeside Arkiveret 8. oktober 2012 hos  Wayback Machine

|  | Denne artikel om en bygning eller et bygningsværk kan blive bedre, hvis der indsættes et (bedre) billede. Du kan hjælpe ved at afsøge Wikimedia Commons for et passende billede eller lægge et op på Wikimedia Commons med en af de tilladte licenser og indsætte det i artiklen. |

56°24′23.77″N 10°52′25.56″Ø / 56.4066028°N 10.8737667°Ø